# Băcani
Băcani is een Roemeense gemeente in het district Vaslui.
Băcani telt 2884 inwoners.